# Didier Couécou
Didier Couécou (Bordeaux, 25 luglio 1944) è un allenatore di calcio ed ex calciatore francese, di ruolo attaccante.

## Carriera
Vinse il campionato francese nel 1971 e nel 1972 con il Marsiglia e nel 1973 con il Nantes, oltre alla Coppa di Francia nel 1972.

## Palmarès

### Giocatore

#### Competizioni nazionali
- Campionato francese: 3

Olympique Marsiglia: 1970-1971, 1971-1972
Nantes: 1972-1973
- Coppa di Francia: 1

Olympique Marsiglia: 1971-1972
- Supercoppa francese: 1

Olympique Marsiglia: 1971